# Izuna: Legend of the Unemployed Ninja
Izuna: Legend of the Unemployed Ninja är titeln på ett spel utvecklat av det japanska företaget Success. Spelet är släppt i Japan och i Nordamerika. Spelet planeras att få en uppföljare kallad Izuna 2: The Unemployed Ninja Returns.